# Автанділ Цкітішвілі
Цкітішвілі Автанділ (груз. ავთანდილ ცქიტიშვილი; 26 липня 1950 — 9 грудня 2013) — грузинський генерал, начальник Генерального Штабу Грузії (1992—1993).

## Життєпис
Народився в Марнеулі в 1950. Закінчив Тбіліське вище артилерійське командне Червонопрапорне Ордена Червоної Зірки училище імені 26 Бакинських комісарів в 1972 та Військову артилерійську академію в Ленінграді (1980). Дослужився до полковника радянської армії (1985).
Після розпаду СРСР вступив до грузинської армії, очолив 1-ю бригаду Національної гвардії. З серпня 1991 p;— перший заступник командуючого Національної гвардії. Став начальником Генерального Штабу після повалення президента Звіада Гамсахурдія в січні 1992. З серпня 1992p — генерал-майор.
В грудні 1993 після серії поразок в війні в Абхазії був знятий з посади та відправлений на пенсію.
В 1996 відновлений на службі як командувач штабом прикордонних військ в чині генерал-майора.
В 2000 вийшов у відставку. Помер 2013 року.